# 阮震亨
阮震亨（？—1640年），浙江宁波府慈谿縣人。

## 生平
天啓四年（1624年）甲子科浙江乡试举人，天啓五年（1625年）联捷乙丑科進士，崇祯三年行取，授候补北科道，不久授礼科给事中，三年十月疏纠南京礼部侍郎丘士毅、工部侍郎程启南、太仆寺少卿李叔元老病偷安当斥。四年十月，以帝分遣内臣监视各边，上疏极谏，请撤回成命。帝报以屡旨甚明，不必袭奏。五年三月，以宗藩子孙日繁，名封婚禄诸事不无冐滥，徼幸之弊甚至争讦未已，赴阍瀆奏，布揭长安，殊失天潢之体，请乘今纂修玉牒，循名核实，编序定制。五年九月升本科右给事中，寻升吏科左给事中。累升吏科都给事中，崇祯十三年正月，以先前东厂获通贿籍，词连阮震亨，吏部尚书謝陞又劾之，遂下阮震亨于镇抚司狱，死于杖下。